# Acheilognathus melanogaster
Acheilognathus melanogaster és una espècie de peix cipriniforme de la família dels ciprínids que es troba al Japó.